# Stomolophus meleagris
Stomolophus meleagris là một loài sứa trong họ Stomolophidae. Tên thông thường của nó là cabbage head jellyfish. Stomolophus meleagris có thể đạt đường kính 25 cm. Chúng được tìm thấy ở phía tây bắc và phía đông trung bộ Thái Bình Dương (Biển Đông Biển Nhật Bản và California đến Ecuador) và trung tây Đại Tây Dương (New England Brazil).